# Allittia cardiocarpa
Allittia cardiocarpa là một loài thực vật có hoa trong họ Cúc. Loài này được (F.Muell. ex Benth.) P.S.Short mô tả khoa học đầu tiên năm 2004.